# Christian Gottlob Biener

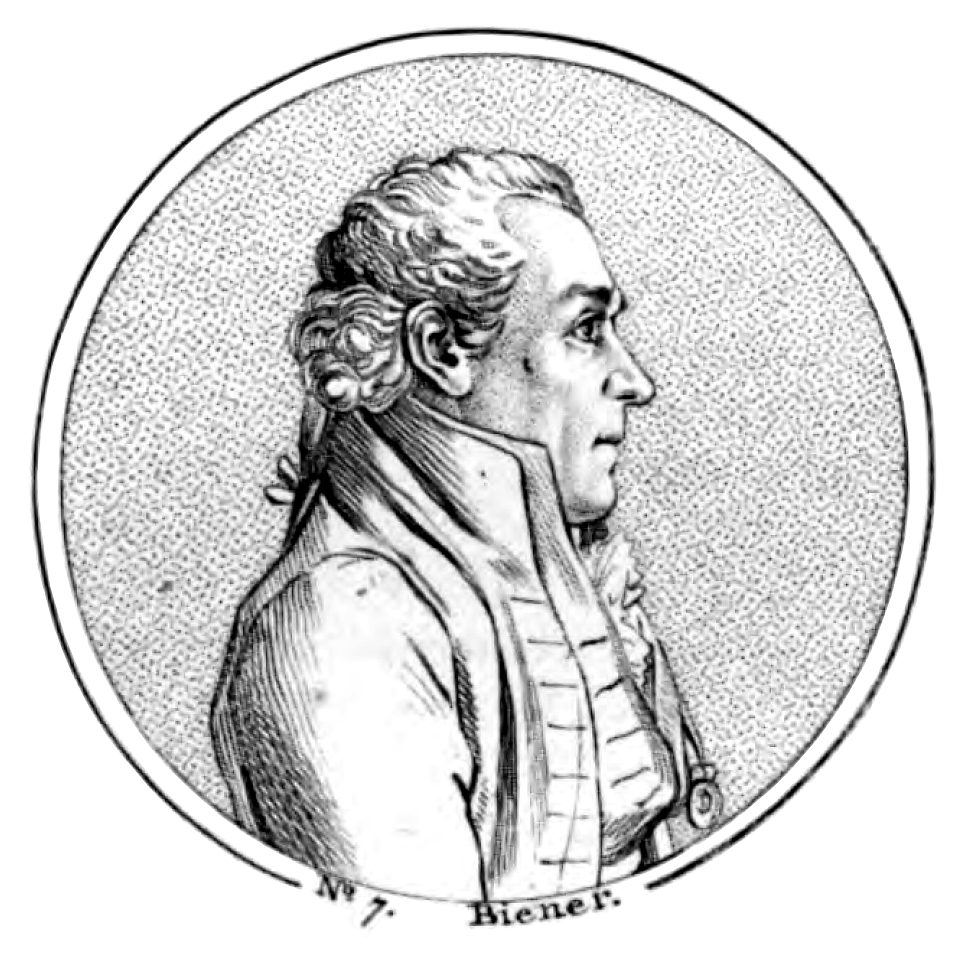
Christian Gottlob Biener

Christian Gottlob Biener (* 10. Januar 1748 in Zörbig; † 13. Oktober 1828 in Leipzig) war ein deutscher Jurist.

## Leben

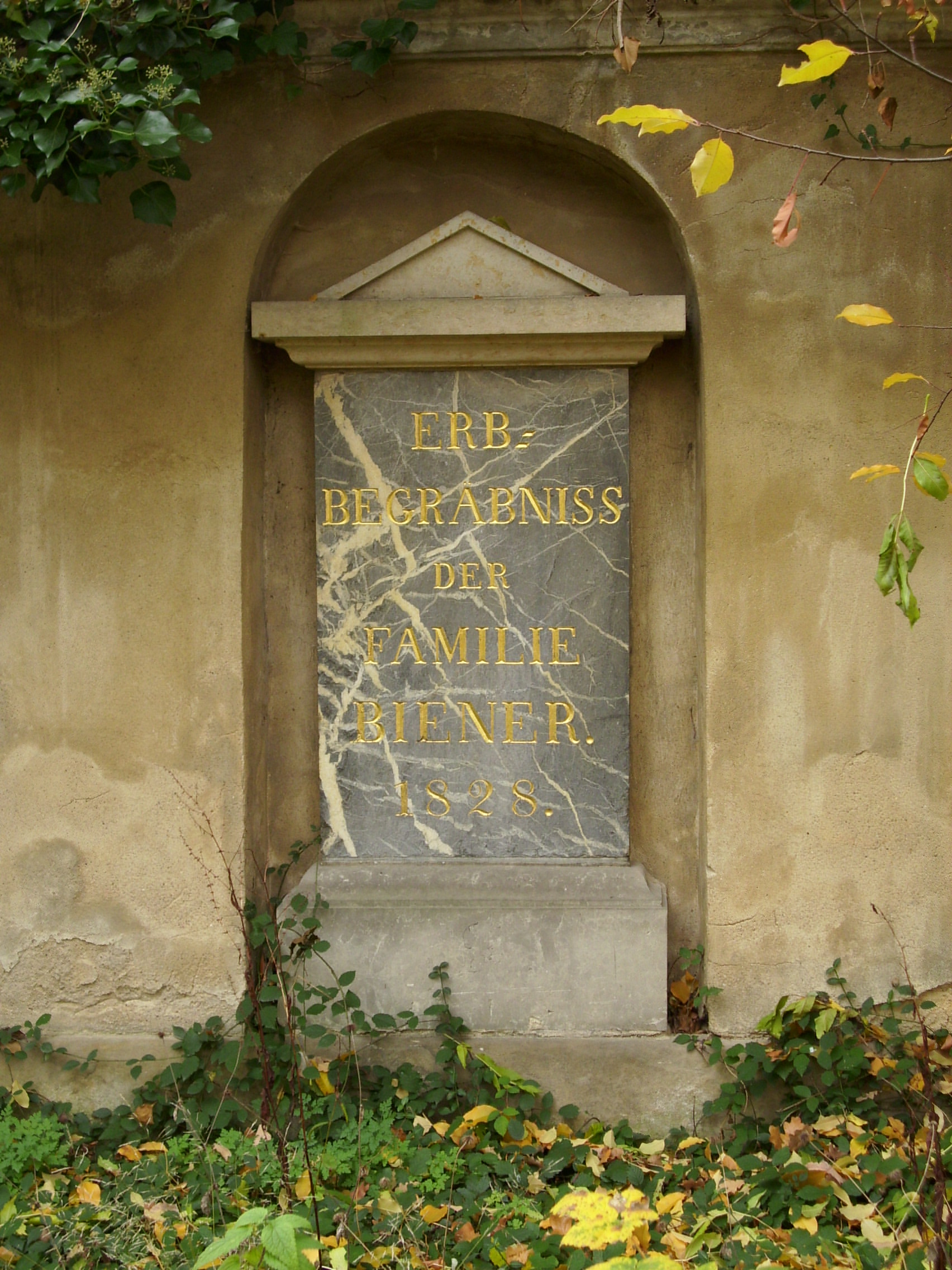
Grabstätte Christian Gottlob Biener und Angehörige, Alter Johannisfriedhof Leipzig

Vorgebildet auf dem Gymnasium in Schulpforta, studierte er ab dem 25. Juli 1768 an der Universität Wittenberg und der Universität Leipzig. In Leipzig erwarb er sich einen akademischen Grad des Lizentiaten und hielt seit 1776 Vorlesungen zu unterschiedlichen rechtlichen Themen. Nachdem er 1777 zum Doktor der Rechtswissenschaften promovierte, wurde er 1782 außerordentlicher Professor des Natur- und Völkerrechts. 1790 wurde er ordentlicher Professor und bald Ordinarius an der Juristenfakultät. Auch wurde er zum Hof- und Oberhofgerichtsrat und zum Domherr am Merseburger Dom ernannt. Sein Sohn August Friedrich Biener war später der erste Dekan der juristischen Fakultät der Berliner Universität und Schüler Savignys.
Sein literarisches Schaffen umfasst den „Commentarii de origine et progressu legum judiciarii communis et Saxonici“ (1801, 1834, 1835) welcher in der Praxis der damaligen Zeit viel Ansehen genoss. Die weiteren Schriften Bieners wurden 1830 herausgegeben als „Opuscula academica“. In ihr ist eine interessante Abhandlung über Philipp Melanchthons Verdienste um die Rechtswissenschaften enthalten.